# Sławin
Sławin – wieś w Polsce, w województwie wielkopolskim, w powiecie ostrowskim, w gminie Sieroszewice. 
Sławin leży przy drodze wojewódzkiej nr 450 Kalisz – Wieruszów i drodze lokalnej Ołobok – Psary.
Miejscowość przynależała administracyjnie przed rokiem 1887 do powiatu odolanowskiego.
W latach 1975–1998 do województwa kaliskiego, a w latach 1887–1975 i od 1999 do powiatu ostrowskiego.

## Położenie i granice
Sławin znajduje się 10 km od Kalisza, 12 km od Grabowa i 17 km od Ostrowa.
Wieś jest otoczona trzema rzekami, które w sposób naturalny wyznaczają jej granice: Prosna, Ołobok i Barycz (Gnilna).
Sławin sąsiaduje z następującymi miejscowościami:
- od zachodu – Psary,
- od wschodu – Zadowice,
- od północy – Leziona,
- od strony południowej – Rososzyca i Ołobok.

Wieś liczy obecnie 270 mieszkańców.

## Atrakcje turystyczne
- przy rozwidleniu rzeczki Ołobok, gdzie wpada do Prosny znajduje się stary młyn wodny. Miejsce zwyczajowo nazywane jest „Sławin-Młyn”,
- przy drodze Wieruszów – Kalisz stoi ciekawa murowana kapliczka, w której znajduje się rzeźba ludowa świętego Walentego, którą wykonał Paweł Bryliński, ludowy rzeźbiarz mieszkający w niedalekim Masanowie,
- przy drodze w kierunku Ołoboku – na odcinku ok. 1,5 km jest aleja starych wierzb (przypominająca drogę XIX-wiecznej ziemiańskiej wsi),
- przy drodze do Sławina Starego, znajduje się dworek szlachecki z XVIII w. (z licznymi przybudówkami z różnych okresów) wraz z częścią zachowanych budynków inwentarskich,
- przy drodze gminnej Psary – Ołobok znajduje się słup przydrożny z 1850 roku (jedna z pierwszych rzeźb wykonana przez wspomnianego już rzeźbiarza ludowego Pawła Brylińskiego z roku 1855: rzeźba Chrystusa Frasobliwego i św. Benona,
- Miejscowość znajduje się w Obszarze chronionego krajobrazu Dolina Prosny i Kotlina Grabowska, (najwyżej położony punkt znajduje się przy na trasie Sławin – Psary na wysokości 143,9 m n.p.m. – jeden z najwyższych punktów w gminie Sieroszewice).

## Historia
W pierwszych latach naszej ery tereny wioski Sławin były już zamieszkane, co potwierdzają odkopane w południowej części wsi nad rzeką Ołobok (przy wydobywaniu żwiru) piece do wypalania garnków i wytopu rudy żelaza (dymarki). Prace wykopaliskowe prowadzili tutaj w latach 1983/1984 łódzcy archeolodzy. 
| Rok  | Miejscowość/Gmina   | Kultura             | Kierownik badań |
| ---- | ------------------- | ------------------- | --------------- |
| 1983 | Sławin/Sieroszowice | Pomorska/Przeworska | G. Teske        |
| 1984 | Sławin/Sieroszowice | Przeworska          | G. Teske        |

Odkryta osada pochodziła z wczesnego okresu rzymskiego, przy pracach wykopaliskowych okazało się, że jest silnie zniszczona i zniekształcona. Odkryto tu kilka palenisk, piec do wypalania ceramiki oraz ślady produkcji żelaźniczej w postaci kloców żużla z dymarek i dwa kęsy żelazne. Znaleziska te świadczą o tym że pobliskie tereny (jak cały region okołokaliski) były znaczącym ośrodkiem masowej produkcji żelaza a ich produkty były głównym składnikiem wymiany handlowej. 
Miało to proste wytłumaczenie z tej przyczyny, że Sławin leżał przy jednej z odnóg Szlaku Bursztynowego, który łączył Morze Bałtyckie z Cesarstwem Rzymskim. 
Pierwsza pisemna wzmianka pochodzi z 1336 roku i związana jest Wawrzynem ze Sławina herbu Zaremba.
Następni właściciele to:
- XVI wiek – własność Szyszkowskich, Sokołowskich, Andrzeja i Wojciecha Orzelskich,
- 1579 – własność Floriana Szyszkowskiego (także właściciel Zamościa),
- do 1596 – własność P. Sokołowskiego,
- od 1596 po zapisie biskupa St. Karnkowskiego do Jezuitów z Kalisza, – sprowadzeni do Kalisza w 1581–1582. Nowo powstałe w XVI wieku kolegium jezuitów w Kaliszu otrzymało drogą zapisu na wieczność od arcybiskupa Stanisława Karnkowskiego w 1596 r. dwie wsie Sławin i Zamoście – obie osady w parafii Gostyczyna przy ujściu rzeczki Ołobok do Prosny. Poprzednio wymienione wsie należały do szlachty,
- 1610 Mikołaj Orzelski,
- 1618 własność Anny z Sulisławskich Orzelskiej wdowy po Mikołaju Orzelskim wdowy po nim ok. 1615 roku a potem żony Jana Wawrowskiego. Ich syn Krzysztof Wawrowski ojciec m.in. Barbary Wawrowskiej żony Sebastiana Obrębskiego wdowy po nim w 1657 roku a następnie żony Tomasza Wojsławskiego. Synem Sebastiana i Barbary z Wawrowskich Obrębskich był Jakub Obrębski właściciel m.in. Sławna, Zamościa i Ostrowa,
- 1620 przywłaszczyli sobie grunt od strony Rososzycy Łukasz i Mikołaj Orzelski,
- 1638 Łukasz Orzelski dziedzic Sławna i Michał Orzelski,
- 1685 dobra braci Orzelskich Andrzej i Barbara z domu Pęcherzewska i Stanisław i Anna z domu Lisiecka i Jan Orzelski synowie Mikołaja Orzelskiego,
- 1687 Sławin i Zamoście w rękach Jakuba Obrębskiego syna Sebastiana Obrębskiego i Barbary Wawrowskiej wnuczki Anny z Sulisławskich Mikołajowej Orzelskiej a potem Janowej Wawrowskiej,
- około 1720 Maciej z Radomicka Radomicki wojewoda Poznański – Sławin w jego posiadaniu (+ 1737),
- 1728 dzierżawca Michał Chotkowski,
- 1737 po Michale Chotkowskim obejmuje wojewoda mścisławski Jerzy Sapieha,
- od Jerzego Sapiechy odkupuje za 3000 zł polskich w 1748 r. starosta wschowski Ignacy z Iwanowic Koźmiński herbu Poraj (+ 1757),
- żona Ignacego Koźmińskiego, Marianna (?) hrabina na Lachowicach i Sapieżynie Koźmińska z Sapiehów,
- 1753 Andrzej Kurczewski,
- od 1753 Franciszka Włostowska z Kurczewskich,
- do 1765 wieś własnością Antoniego Brodzkiego (Brodzicki),
- 1768–1782 Jan Szczepkowski,
- 1781 Katarzyna Kornati,
- 1782 wdowa po Janie Szczepkowskim Katarzyna z Kurnatowskich Szczepkowska właścicielka Sławina Zamoście,
- po śmierci Jana Szczepkowskiego, żona Katarzyna wzmiankowana jeszcze 1789,
- od 1797 do końca lat 30. XIX wieku majątek w rękach Tekli i Mikołaja Szczepkowskich,
- 1840 własność syna Tekli i Mikołaja Szczepkowskich, Mikołaja Szczepkowskiego i Ludwiki z domu Wiewiórkowska,
- 1855 własność po spadkobiercach Mikołaja – Józef Szczepkowski,
- 1878–1886 sukcesorzy po Józefie szczepkowskim,
- 1886 własność Heleny Brodowskiej,
- 1896–1900 Szczepkowski,
- Po roku 1900 majątek sławiński przeszedł w ręce Banku Pruskiego i został rozprzedany parcelami.

W 1905 roku urodził się w Sławinie bł. Józef Kut
Obecnie wioska liczy 275 mieszkańców.